# Beaver Creek (Colorado)
Beaver Creek ist ein gemeindefreies Gebiet im Eagle County, Colorado, USA. Beaver Creek umfasst das Beaver Creek Resort und angrenzende Geschäfts-, Unterkunfts- und Wohngebiete. Das US-Postamt in Avon (Postleitzahl 81620) bedient Beaver Creek-Postadressen.

## Geschichte
Das Gebiet von Beaver Creek wurde um 1865 besiedelt.
Beaver Creek liegt im Eagle County und ist ein großes Skigebiet, das sich im Besitz von Vail Resorts befindet und von ihm betrieben wird.
Erste Gespräche über die Eröffnung eines Skigebiets in Beaver Creek kamen 1956 auf, als Earl Eaton und John Burke nach Möglichkeiten suchten, in den Betrieb des Skigebiets einzusteigen. Als Denver die Bewerbung für die Olympischen Winterspiele 1976 gewann, war Beaver Creek als Gastgeber der alpinen Skiveranstaltungen geplant.

### Olympische Winterspiele 1976
Als Colorado 1976 die Olympischen Winterspiele ausrichten wollte, war Beaver Creek im Mai 1970 Teil der Bewerbung. Das alpine Abfahrtsrennen wurde vom Denver Olympic Organisationskomitee in Beaver Creek geplant. Nachdem die Wähler der Bundesstaaten 1972 ein Referendum verabschiedet hatten, um die staatliche Finanzierung der Olympischen Spiele zu stoppen, wurden die Spiele von 1976 nach Innsbruck, Österreich verlegt.

## Skigebiet
Die Abfahrtsstrecke Birds of Prey wurde 1997 gebaut und das Beaver Creek Resort veranstaltet dort Anfang Dezember regelmäßig Weltcup-Rennen, hauptsächlich in den Speed-Events der Männer. Vail und Beaver Creek waren 1989, 1999 und 2015 gemeinsam Gastgeber der Weltmeisterschaften.
Das Beaver Creek Resort wurde 1980 mit vier Sesselliften und 28 Pisten eröffnet. Obwohl er sich ursprünglich dagegen ausgesprochen hatte, bezeichnete Gouverneur Richard Lamm das Skigebiet bei der Eröffnungsfeier als „Tiffany's“ der Skigebiete. Als Gesetzgeber im Jahr 1972 war Dick Lamm ein Anführer der Opposition gegen die Olympischen Spiele 1976.
Im Dezember 2014 meldete das Resort 7,35 km² befahrbares Gelände, 24 Lifte und 150 Pisten. Der verstorbene US-Präsident Gerald Ford und seine Frau Betty besaßen ein Haus in Beaver Creek. Auch der Abenteurer Steve Fossett lebte hier und der Schauspieler Kelsey Grammer und seine Ex-Frau Camille hatten ein Haus in Beaver Creek. Außerdem wurde hier eine Episode von The Real Housewives of Beverly Hills gedreht.